# Giải Nghiệp đoàn diễn viên màn ảnh
Giải Nghiệp đoàn diễn viên màn ảnh là một giải thưởng được trao tặng bởi Nghiệp đoàn Diễn viên Màn ảnh (tiếng Anh: Screen Actors Guild - SAG) để ghi nhận các đóng góp, trình diễn xuất sắc nhất được thể hiện bởi thành viên của Hội. Bức tượng của giải là một người nam khỏa thân, đang cầm trên một tay chiếc mặt nạ hài kịch, trên tay kia cầm chiếc mặt nạ bi kịch, có tên là "Người Diễn viên" ("The Actor"). Nó cao 40,62 cm (16 inch), nặng khoảng 5,4 kg (12 pao), đúc bằng đồng tại Xưởng đúc Mỹ thuật Hoa Kỳ tại Burbank, California.
Từ 1995, Giải đã là một trong các sự kiện quan trọng của Hollywood. Các đề cử của giải được chọn ngẫu nhiên từ 4200 thành viên Hội. Các buổi lễ trao giải được truyền hình trực tiếp trên đài truyền hình TNT trong nhiều năm, nay tiếp tục có mặt trên TBS.
Buỗi lễ trao giải đầu tiên khai mạc vào 25 tháng 2 năm 1995 từ Trường quay 12, Universal Studios. Buổi lễ thứ hai được thực hiện trực tiếp tại Santa Monica Civic Auditorium, còn các buổi lễ sau đó được tổ chức tại Shrine Auditorium. Bob Hope là diễn viên đầu tiên nhận được Giải thưởng này.